# Peter Raisch (Jurist)
Peter Raisch (* 19. April 1925 in Pforzheim; † 18. November 2008 in Berlin) war ein deutscher Jurist. Er war von 1977 bis 1990 Professor an der Fernuniversität in Hagen.
Raisch studierte Jura und promovierte 1954 an der Universität Heidelberg. Danach arbeitete er im Bundesministerium der Justiz, wo er zuletzt als Referent für Wirtschaftsstrafrecht tätig war. Im Jahr 1964 habilitierte er sich mit einer Schrift mit dem Titel „Geschichtliche Voraussetzungen, dogmatische Grundlagen und Sinnwandlung des Handelsrechts“. In dem Jahr wurde er Professor für Bürgerliches-, Handels- und Wirtschaftsrecht an der Universität Kiel. Nach vier Jahren folgte er einem Ruf der Rheinischen Friedrich-Wilhelms-Universität Bonn, wo er Direktor des Instituts für Handels- und Wirtschaftsrecht wurde.
Ab 1977 war er bis 1990 Professor für Bürgerliches Recht, Unternehmensrecht und Wirtschaftsrecht an der Fern-Universität in Hagen. Er war erst der zweite Jura-Professor, der an der Fern-Universität lehrte. Seine Forschungsschwerpunkte waren das Handelsrecht, das Kartellrecht und die Methodenlehre. Raisch war von 1983 bis 1985 Prodekan der Rechtswissenschaftlichen Fakultät, von 1987 bis 1988 Dekan. Im Jahr 1990 wurde Raisch emeritiert. Er blieb der Lehre und der Forschung auch danach treu und veröffentlichte 1995 das Werk „Juristische Methodenlehre vom antiken Rom bis zur Gegenwart“. Auch hielt er vereinzelt noch Seminare und Vorlesungen.

## Werke (Auswahl)
- Die Abgrenzung des Handelsrechts vom Bürgerlichen Recht als Kodifikationsproblem im 19. Jahrhundert. Enke, Stuttgart 1962 (Digitalisat).
- Geschichtliche Voraussetzungen, dogmatische Grundlagen und Sinnwandlung des Handelsrechts. Müller, Karlsruhe 1965 (= Habilitationsschrift Universität Bonn).
- Leitsätze zum Handels- und Gesellschaftsrecht. Kohlhammer, Stuttgart 1970.
- (mit Arno Soelter u. Wolfgang Kartte): Fusionskontrolle. Für und Wider. Kohlhamer, Stuttgart 1970.
- Unternehmensrecht. Zwei Bände. Rowohlt, Reinbek 1974/1974, ISBN 3-499-21046-0.
- Mitbestimmung und Koalitionsfreiheit [Rechtsgutachten]. Kohlhammer, Stuttgart 1975, ISBN 3-17-002647-X.
- (mit Brigitte Baums-Stammberger): Einführung in das Arbeitsrecht. Müller, Heidelberg/Karlsruhe 1978, ISBN 3-8114-5178-2.
- (mit Gerd J. van Venrooy u. Regina Welke-Chlosta): Kartellrecht. Gesetz gegen Wettbewerbsbeschränkungen und Europäisches Wettbewerbsrecht. Müller, Heidelberg/Karlsruhe 1979, ISBN 3-8114-6878-2.
- (mit Brigitte Baums-Stammberger): Handelsrecht. Ohne Gesellschaftsrecht. C. F. Müller, Heidelberg 1980, ISBN 3-8114-4179-5.
- Juristische Methoden vom antiken Rom bis zur Gegenwart. C. F. Müller, Heidelberg 1995, ISBN 3-8114-9795-2.

Festschrift
- Karsten Schmidt (Hrsg.): Unternehmen, Recht und Wirtschaftsordnung. Festschrift für Peter Raisch zum 70. Geburtstag. Heymann, Köln 1995, ISBN 3-452-23051-1 (Bibliographie Peter Raisch S. 527–531).